# سیاناو (مریوان)
سیاناو (مریوان)، روستایی از توابع بخش مرکزی شهرستان مریوان در استان کردستان ایران است.

## جمعیت
این روستا در دهستان زریوار قرار دارد و براساس سرشماری مرکز آمار ایران در سال ۱۳۸۵، جمعیت آن ۱۵۰۰ نفر (۱۶۱خانوار) بوده‌است.
سیاناو مریوان یکی از روستاهای بخش مرکزی شهرستان مریوان و در فاصله ۲۰ کیلومتری جنوب مریوان قرار دارد.
سیاناو از جنوب به کوههای سورین و از شمال به کوه میراجی و از شرق به روستای دوماله و از غرب به روستای اسکول محدود می‌شود. جمعیت روستای سیاناو قریب به 1500 نفر است.